# Levy Rozman
Levy Rozman (* 5. prosince 1995 Brooklyn), na internetu známý pod přezdívkou GothamChess, je americký youtuber, komentátor, učitel a šachista s titulem mezinárodního mistra.

## Mládí
Levy se narodil v Brooklynu, žil a vyrůstal v New Yorku a v New Jersey. Šachy začal hrát v 6 letech jako mimoškolní aktivitu. Prvního šachového turnaje se zúčastnil v 7 letech. V roce 2016 získal titul mistra FIDE, od roku 2018 je mezinárodním mistrem. V roce 2014 se rozhodl stát se trenérem začínajících šachistů.

## Online kariéra
Levy Rozman je streamer na Twitchi a youtuber. Ke dni 31. prosince 2021 má nejodebíranější kanál na platformě YouTube zaměřený na šachy. Spolupracuje s Chess.com a od roku 2017 je součástí jejich sponzorského programu. Na platformě Chess.com také komentuje a analyzuje významné turnaje, jako byl turnaj kandidátů 2020.
Velký nárůst sledovanosti získal během pandemie covidu-19. Na svém kanále má několik videí s více než milionem zhlédnutí. Jeho nejúspěšnějšími videi jsou ta o Magnusi Carlsenovi nebo zaměřená na seriál Dámský gambit, ve kterých Rozman hraje proti robotovi Beth Harmon na Chess.com a rozebírá partie vyobrazené v seriálu. Většina jeho videí se zaměřuje na učení nových strategií, tahů nebo obrany. Na kanále jsou ale i analytická videa, kde krok po kroku rozebírá a vysvětluje každý tah rozebírané partie.
V březnu roku 2021 se utkal s indonéským šachistou s přezdívkou Dewa Kipas. Rozman ho podezříval z podvádění a používání šachových programů. Na sociálních sítích se strhla vlna nenávisti a výhrůžek proti Rozmanovi ze strany indonéských uživatelů sociálních sítí. To zapříčinilo, že na krátkou dobu přestal být aktivní ve streamování.